# Attaque de Talataye
Guerre du Mali
Batailles
L'attaque de Talataye a lieu le 26 mai 2018, pendant la guerre du Mali.

## Déroulement
Le 26 mai 2018, un groupe d'hommes armés arrive avec trois véhicules et des motos dans la localité de Talataye, près d'Ansongo. Selon le  témoignage anonyme à l'AFP d'un conseiller du chef de cette localité, ces derniers parlent peul, arabe et tamasheq. Talataye est alors sous le contrôle du Mouvement pour le salut de l'Azawad (MSA), et les assaillants, suspectés d'être des membres de l'État islamique dans le Grand Sahara, profitent de la tenue d'une foire pour mener une attaque. Ils s'en prennent notamment à un poste du MSA et ouvrent le feu sur un groupe d'hommes qui se reposaient sous des arbres. 

## Pertes
Selon différentes sources de l'AFP, une vingtaine de personnes sont tuées lors de l'attaque. Dans son témoignage, le conseiller du chef de la localité de Talataye déclare que quatre hommes du MSA et huit assaillants, dont leur chef, un Touareg, ont été tués lors des combats. Un enseignant de Talataye, nommé Khalil Touré, affirme également que cinq personnes ont été tués alors qu'elles se reposaient sous les arbres.
Ces bilans sont proches de celui donné par le MSA, qui dans un communiqué publié le 28 mai, annonce que quatre de ses hommes ont été tués, deux autres blessés, tandis que huit assaillants et sept civils ont également trouvé la mort.